# PURGE
『PURGE』（パージ）は、日本のバンド DEVILOOF の1作目のミニアルバム。

## 概要
ジャケットの死体のイラストは、太輝曰く「自身の嫌いな奴らや今まで自分を馬鹿にしてきた奴ら」との事。また、タイトルにも「邪魔なものすべてを粛清する」という意味を込めて、訳すと「粛清」となる「PURGE」という単語を選んだ。
曲作りに関しては、桂佑曰く「デスコアというジャンルに敬意を持って、枠からはみ出しすぎない斬新さを狙って作り込んだ」との事で、「曲作りの取り組みとして"クロスオーバー"を毎回課題に入れていて、今回のアルバムでは近いようでなかなかない組み合わせ、スラムデスやブルデス、デスメタルなどをぶち込んだ感じ」だという。
オリコンインディーズチャートでは12位を獲得。このようなジャンルでは、日本のバンドでは初だという。

## 収録曲
1. The Gate of PURGE
この楽曲による歌唱法は「桂佑スペシャル盛り合わせ」[7]。
2. A.M.D
作曲は桂佑。タイトルは太輝曰く「All Must Die」の頭文字[7]。
3. Doll Play
4. ISHTAR
2枚目のシングルの再録バージョン。リリック・ビデオも作成された。
晟也曰く、「Ruin」がノリやすさや聴きやすさを重視していた曲ならば、こちらは自分たちがしたいことを素直に表現することを重視して作ったとの事。また、歌詞に関しては桂佑曰く、「発音より曲の雰囲気を大切にした」との事。歌詞を重要視していない訳ではないが、歌詞を書くために曲を作っているのではなく、あくまでかっこいい曲を作るために歌詞をつけている感じだという[7]。
5. syphilischancroidchlamydiaclervicitisprotozoaaids
資料のファイルの名前が「SEIBYOU」であり、タイトルは性病の名前が連なっている。歌詞は過去に起こった強姦殺人を題材にしているが、これは太輝曰く「歌詞の着眼点をただ単に残虐なタイトルにするんじゃなくて、あえてそこを性病にしてみようかと思いついた」との事[7]。
また、ギターに関しても晟也曰く「不協和音や半音のハモリを入れることで、気持ち悪さや病んでいる感じを表現した」、との事[7]。
6. Ruin(PURGE Ver)
1枚目のシングルの再録バージョン。